# Wesołowo (powiat węgorzewski)
Wesołowo (niem. Gross Wessolowen) – wieś w Polsce położona w województwie warmińsko-mazurskim, w powiecie węgorzewskim, w gminie Węgorzewo, wieś sołecka. Do sołectwa Wesołowo należą Biedaszki.
Przysiółkiem wsi Wesołowo jest Wesołówko.
W latach 1975–1998 miejscowość należała administracyjnie do województwa suwalskiego.

## Historia
Wieś ta w roku 1595 posiadała prawa chełmińskie. Była to chłopska wieś czynszowa należąca do domeny książęcej, później królewskiej i państwowej.
W czasie epidemii dżumy w 1710 roku zmarło tu 228 osób.
Szkoła w Wesołowie istniała już w 1737 roku. W roku 1857 w szkole tej było 77 uczniów, a w roku 1935 88 uczniów z dwoma nauczycielami. Podczas akcji germanizacyjnej nazw miejscowych i fizjograficznych utrwalona historycznie nazwa niemiecka Gross Wessolowen została w 1938 r. zastąpiona przez administrację nazistowską sztuczną formą Raudensee. Po II wojnie światowej szkoła w Wesołowie została uruchomiona w 1947 roku. W roku szkolnym 1966/67 była tu szkoła ośmioklasowa.
Według spisu z 1858 roku w Wesołowie było 49 włók i 12 mórg ziemi oraz 479 mieszkańców. W roku 1939 wieś miała 373 mieszkańców.